# Erhan Önal
Erhan Önal (Izmir, Turquia, 3 de setembro de 1957 - 16 de março de 2021) foi um jogador de futebol turco que atuava na posição de zagueiro e jogou jogou pelo FC Bayern Munich II, FC Bayern Munich, Standard Liège, Fenerbahçe, Türkgücü München e Galatasaray.

## Biografia
Önal mudou para a Alemanha quando tinha sete anos de idade e em 1973 mudou-se do TSV München Ost para o Bayern, onde se tornou o primeiro imigrante turco na Alemanha a jogar a Bundesliga.
Apesar de jogar pela seleção turca, ele se considerava bávaro e falava melhor alemão do que turco.

## Carreira
Önal fez 18 partidas pelo Bayern e venceu a Copa Intercontinental em 1976. Em 2015, afirmou que a mentalidade quando foi emprestado ao Fenerbahçe era "'Erhan veio, devia jogar, a equipa devia ir dormir". Onal também disse que o dinheiro que trouxe era um problema para todos e que as instalações eram muito piores do que na Alemanha.
Enquanto jogava pelo Standard Liège, Önal recebeu uma oferta do Bayer Leverkusen. No entanto, a transferência nunca aconteceu porque Liège manteve sua taxa de transferência muito alta. Em resposta a isso, ele foi para o clube amador Türkgücü München, fazendo com que algumas pessoas pensassem que ele havia se aposentado.
Em sua carreira Önal jogou 344 jogos, marcou 22 gols e ganhou duas Jupiler Pro League (Liga Belga), uma Supertaça Bélgica, uma Ziraat Türkiye Kupası (Copa da Turquia), uma Copa da Bélgica e dois Süper Lig (Campeonato Turco). Pela seleção turca atuou em 12 jogos e marcou 1 gol.

## Vida Pessoal
Önal é pai do ex-jogador de futebol Patrick Mölzl com sua primeira esposa Birgit Mölzl e da atriz Bige Önal, com sua segunda esposa a ex-modelo Mine Baysan.

## Morte
Önal faleceu no dia 16 de março de 2021, aos 63 anos. Adoeceu devido ao coágulo que teve em 2012 e foi enterrado após uma cerimônia realizada no cemitério da cidade de Bornova. Os companheiros de equipe no Galatasaray, Arif Kocabıyık e Metin Yıldız, compareceram ao enterro e disseram que estavam muito tristes. Afirmando que Erhan Önal tem uma personalidade muito boa, Arif Kocabıyık disse: "Lamento muito, ele foi uma pessoa muito boa e um excelente jogador de futebol. Obrigado a todos, vamos sentir a sua falta". Metin Yıldız disse: "Obrigado a todos nós. O que deveria estar aqui não poderia estar aqui devido à pandemia. Lamentamos muito, perdemos uma pessoa valiosa."